# Parnassia simaoensis
Parnassia simaoensis är en benvedsväxtart som beskrevs av Y.Y. Qian. Parnassia simaoensis ingår i släktet Parnassia och familjen Celastraceae. Inga underarter finns listade.